# Мирсаново
Мирсаново — село в Шилкинском районе Забайкальского края. Центр Мирсановского сельского поселения.

## География
Расположено в долине реки Шилка (левая составляющая Амура), в 12 км от райцентра.

## История
Основано приказчиком Городищенской слободы Дмитрием Мирсановым, который построил первый дом. Заимка Мирсановская была известна в 1735 году. К 1764 году уже существовала деревня. Крестьяне были приписаны к Нерчинскому Сереброплавильному заводу.

## Население
| 2010 | 2021 |
| ---- | ---- |
| 643  | ↘578 |

## Инфраструктура
Администрация поселения.

## Транспорт
Рядом с селом проходит дорога областного значения.